# Назим Хикмет
Назим Хикмет Ран (15. јануар 1902. – 3. јун 1963), познатији као Назим Хикмет (турски изговор: ), био је турски песник, драмски писац, романописац, сценариста, редитељ и мемоариста. Описиван као "романтични комуниста" и "романтични револуционар", више пута је био хапшен због својих политичких уверења, па је већи део свог одраслог живота провео у затвору или у егзилу. Његова поезија преведена је на више од педесет језика.

## Породица
Према речима Хикмета, био је од турског, немачког, пољског и грузијског порекла. Хикметова мајка потицала је из истакнуте космополитске породице, уз високу друштвену позицију и односима са пољским племством. Са очеве стране имао је турско порекло.

## Младост
Ран је рођен 15. јануара 1902. године у Солуну, где је његов отац служио као османлијски званичник. Похађао је Ташмектеп основну школу у округу Гозтепе у Истанбулу, а касније се уписао у јуниорско одељење престижне средње школе Галатасарај у области Бејоглу, где је почео да учи француски језик. Године 1918. дипломира на Отоманској поморској школи на Хејбелиади. Његови школски дани су се подударали са периодом политичког превирања, током којег је отоманска влада ушла у Први светски рат у савезу са Немачком. Кратак временски период био је поморски официр на османској крстарици Хамидије; међутим, 1919. године се озбљно разболео и, не могавши да се у потпуности опорави, 1920. године бива искључен из поморске службе.
Године 1921. заједно са својим пријатељима (Вали Нуредин, Јусуф Зија Ортач и Фарук Нафиз Чамлибел), отишао је у Анадолију како би се придружио Турском рату за независност; Одатле је отишао у Анкару (заједно са Вали Нуредином), где је било седиште турског ослободилачког покрета. У Анкари су им представљени Мустафа Кемал-паша (Ататурк) који је желео да двојица пријатеља пишу песму која би пози
вала и инспирисала добровољце из Турске у Истанбулу и другде да се придруже њиховој борби. Ова песма је била веома цењена, а Мухитин Бирген одлучује је да их постави за наставнике у Болу, уместо да их пошаље на фронт као војнике. Међутим, њихови комунистички ставови нису били цењени од стране тамошњих конзервативних званичника, па одлучују отићи у Батуми, у грузијску совјетску социјалистичку републику како би посведочили резултатима Руске револуције из 1917. године, долазећи тамо 30. септембра 1921. године. У јулу 1922. године, двојица пријатеља одлазе у Москву, где је Ран студирао економију и социологију на Комунистичком универзитету раних 1920-их година. На њега су утицали уметнички експерименти Владимира Мајаковског и Всеволода Мејерхолда, као и идеолошке визије Лењина.

## Касније године и заоставштина
Хикмет 8. априла 1950. године отпочиње штрајк глађу у знак протеста против неуспеха турског парламента да укључи закон о амнестији на свој дневни ред пре него што се затвори због предстојећих избора. Он је тада пребачен из затвора из Бурсе, најпре у амбуланту затвора Султанахмет у Истанбулу, а касније у затвору Пашакаписи. Озбиљно болестан, Ран паузира штрајк 23. априла, на дан Националне суверености и дана деце. Захтеви његовог лекара да га лече у болници три месеца одбили су званичници. Дакле, како се његов статус затвора није променио, наставио је штрајк глађу 2. маја.
Ранов штрајк глађу одјекнуо је широм земље. Потписиване су петиције и објављен је часопис назван по њему. Његова мајка Џелиле започела је штрајк глађу 9. маја, а следећег дана штрајк започињу познати турски песници Орхан Вели, Мелих Џевдет и Октај Рифат. С обзиром на нову политичку ситуацију након избора одржаних 14. маја 1950. године, штрајк је окончан пет дана касније, 19. маја, када је коначно ослобођен након доношења општег закона о амнестији од стране нове владе.
Касније, Ран бежи из Турске у Румунију бродом преко Црног мора, а одатле се сели у СССР. Због што је у совјетском блоку једина призната турска мањина постојала у комунистичкој Бугарској, књиге песника су одмах објављене у овој земљи, како на турском , тако и на бугарском. Комунистичке власти у Бугарској га су славиле као "песника слободе и мира".
Ран је умро од срчаног удара у Москви 3. јуна 1963. године у 61. години. Сахрањен је на чувеном Новодевичјем гробљу у Москви, где је његов импозантни споменик и данас место ходочашћа Турака и многих људи из целог света. Његова последња жеља, која никад није спроведена, била је да га сахране под платаном на било којем сеоском гробљу у Анадолији.
Упркос прогону од стране турске државе, Назам Хикмет одувек је био поштован од стране турске нације. Његове песме које приказују људе на селу, села, градове и градове своје домовине (Memleketimden İnsan Manzaraları), као и Турски рат за независност (Kurtuluş Savaşı Destanı) и турске револуционаре (Kuvâyi Milliye) убрајају се међу највећа патриотска књижевна дела Турске.

### Драме
- Лобања (1932, Kafatası)
- Заборављени човек (1935, Unutulan Adam)
- Ферхад и Ширин (1965, Ferhad ile Şirin)

### Романи
- Живот је леп, брате (1967, Yaşamak Güzel Şey Be Kardeşim)
- Крв не говори (1965, Kan Konuşmaz)

### Поезија
- İlk şiirler
- 835 satır
- Kuvâyi Milliye
- Yatar Bursa Kalesinde
- Memleketimden insan manzaraları : (insan manzaraları)
- Yeni şiirler : (1951–1959)
- Son şiirleri : (1959–1963)